# Tu'i Malila

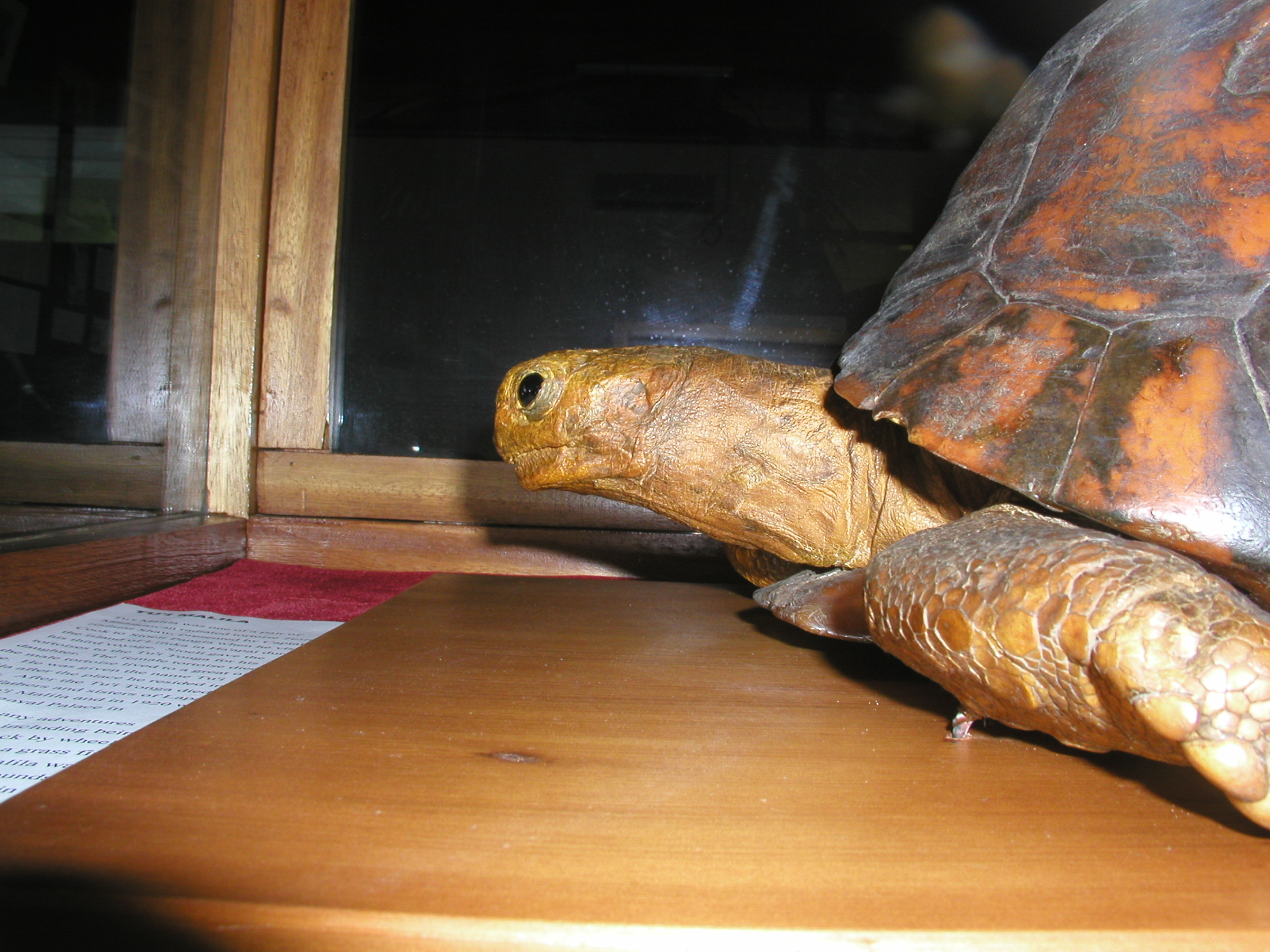
Foto van de opgezette schildpad (2003)

Tu'i Malila (1773/1777 - 19 mei 1966) was een schildpad die voor zover bekend de hoogste leeftijd ooit heeft bereikt van alle gewervelde dieren. Het betrof een exemplaar van de stralenschildpad (Geochelone radiata). De naam Tu'i Malila is Tongaans voor Koning Malila.
Tu'i Malila werd aan de koninklijke familie van Tonga gegeven door kapitein Cook, maar het juiste jaar waarin dit gebeurde is niet bekend. Het dier werd in 1773 óf in 1777 geschonken en bleef in de zorg van de koninklijke familie van Tonga tot aan zijn dood. Dit betekent dat bij het overlijden de schildpad tussen 189 en 193 jaar oud was.
De schildpad wist een bosbrand te overleven en kreeg ook eens een harde trap van een paard. De schildpad moest uiteindelijk worden gevoerd omdat het dier geheel blind was geworden.
Een mogelijk nog ouder exemplaar was de seychellenreuzenschildpad Adwaitya, die volgens onbevestigde bronnen 255 tot zelfs 300 jaar oud zou zijn geworden, en in 2006 stierf. Hiervan is het exacte geboortejaar echter evenmin bekend.